# ویسنته مواسکاردو
ویسنته مواسکاردو (انگلیسی: Vicente Moscardó؛ زادهٔ ۵ آوریل ۱۹۸۷) بازیکن فوتبال اهل اسپانیا است.
از باشگاه‌هایی که در آن بازی کرده‌است می‌توان به باشگاه فوتبال لاس پالماس و باشگاه فوتبال دپورتیوو آلاوس اشاره کرد.